# Palasa Kasibugga
Palasa Kasibugga es una ciudad y  municipio situada en el distrito de Srikakulam en el estado de Andhra Pradesh (India). Su población es de 57507 habitantes (2011). Se encuentra a 155 km de Visakhapatnam y a 46 km de Srikakulam. 

## Demografía
Según el censo de 2011 la población de Palasa Kasibugga era de 57507 habitantes, de los cuales 28131 eran hombres y 29376 eran mujeres. Palasa Kasibugga tiene una tasa media de alfabetización del 75,68%, inferior a la media estatal del 67,02%: la alfabetización masculina es del 84,69%, y la alfabetización femenina del 57,15%.